# Festival du cinéma russe à Honfleur
Le Festival du cinéma russe à Honfleur est un festival de cinéma créé en 1993 et qui se tient chaque année fin novembre. Il s'agit du plus important festival français consacré au cinéma russe. Il a d'abord été organisé à Saint-Raphaël puis s'est installé à Honfleur dès 1995.
Le Festival est organisé par l’Association des amis du festival (Honfleur) avec le soutien de la ville de Honfleur, de la DRAC, de la région Normandie et du département du Calvados.
Des réalisateurs, producteurs ou acteurs des films en compétition y sont invités.

## Historique

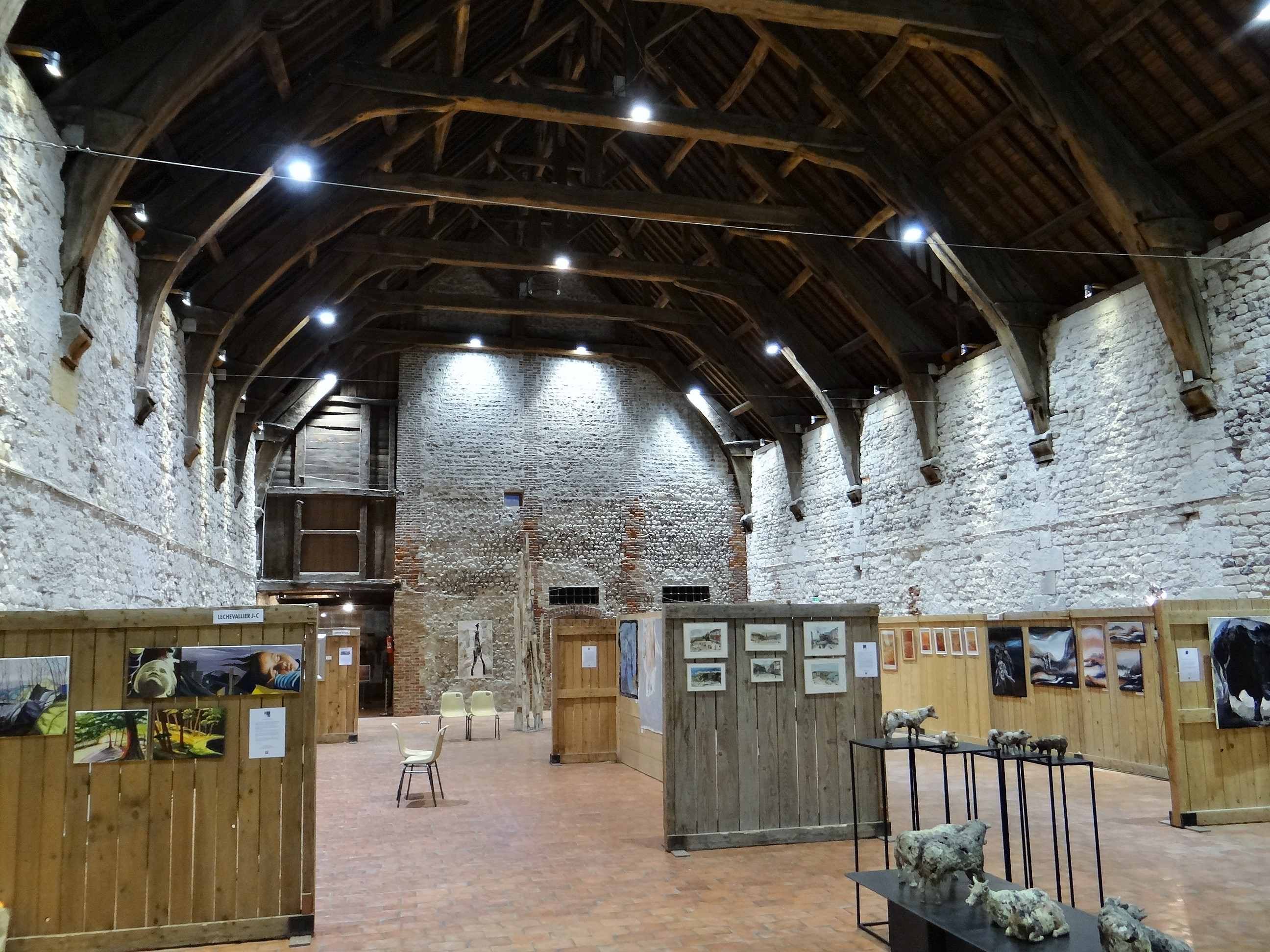
Les greniers à sel de Honfleur, qui accueillent le festival.

Deux premières éditions du Festival du cinéma russe en France ont eu lieu à Saint-Raphaël en 1993 et 1994. Il s'est ensuite déplacé à Honfleur dès la troisième édition, accueilli par son maire Michel Lamarre.
Ses créateurs sont Grégoire Brainin, dit Moineau, poète de Honfleur (1933-2016) et Vladimir Borev (Moscou). C'est Grégoire Brainin qui est à l'origine de son établissement à Honfleur, après l'avoir créé à Saint-Raphaël où il a vécu dans les années 1960. Il s'est occupé de son organisation jusqu’à la sixième édition.
Le Festival qui a été repris par la suite par l’Association des amis du cinéma russe présidée par Françoise Schnerb. En 2017, le programme de la 25e édition est dévoilée sur le Shtandart, réplique d'une frégate russe du XVIIIe siècle.
Du fait du confinement, la 28e édition a été remplacée par une édition spéciale documentaires à visionner en ligne.
Le 28 février 2022, le bureau et les membres de l’association Les Amis du Festival du Cinéma Russe à Honfleur ont décidé, à l’unanimité des présents, de suspendre l’organisation du Festival prévu en novembre 2022, ne pouvant envisager d’organiser un événement culturel avec la Russie du fait de l'invasion de l'Ukraine par la Russie en 2022.

## Jury
- 1995 : président François Chalais. En sa mémoire, un prix François-Chalais du Meilleur scénario est remis chaque année par sa seconde épouse, Mei Chen Chalais[6].
- 1998 : président Jacques Deray
- 1999 : président Philippe de Broca
- 2000 : présidente Annie Girardot
- 2003 : président : Francis Huster, Présidente d'Honneur : Mei Chen Chalais (productrice), Membres du jury : Sophie Agacinski, Élisabeth Lefebvre (directrice des éditions Côté Est et Côté Ouest), Pierre Aknine, Jean-Pierre Bernard, Gérard Carreyrou, Ulysse Gosset, André Halimi, Yves Lemoigne (comédien), Claudio Tonetti (metteur en scène).
- 2004 : président : Régis Wargnier
- 2005 : président : Jean Becker, Présidente d'honneur : Mei Chen Chalais, Membres : Gérard Carreyrou, Dominique Fernandez, Ulysse Gosset, André Halimi, Élisabeth Lefebvre, Olivier Mazoyer (producteur, acteur).
- 2006 : président : Claude Pinoteau, Présidente d'honneur : Mei Chen Chalais, Membres : Michel Creton, Ulysse Gosset, Bertrand Renard, Jean Sorel.
- 2007 : président : Georges Lautner
- 2008 : présidente : Nina Companeez, Présidente d'honneur : Mei Chen Chalais. Membres : Anne Dastakian (journaliste), Valentine Varela, Hugues Gall (membre de l’Institut), Charles Dubois.
- 2009 : Serge Rezvani, Présidente d'honneur : Mei Chen Chalais. Membres : Jacques Charrier, Pierre-Henri Deleau, Antoine Lassaigne (réalisateur, scénariste, documentariste), Isabelle Motrot, Marie-José Nat, Alexandre Thévenet (directeur d'édition du Film Français).
- 2010 : président : Patrick de Carolis, Présidente d'honneur : Mei-Chen Chalais. Membres : Sylvie Braibant (rédactrice en chef à TV5 Monde), Albert Mathieu (producteur), Gilles Nadeau, Gilles Perrault, Daniel Vigne.
- 2011 : présidente : Josée Dayan, Présidente d'honneur : Mei Chen Chalais. Membres : Caroline Bottaro, Pierre-Henri Deleau, Dinara Droukarova, Laure Duthilleul, Jean-Paul Moncorgé.
- 2012, 20e édition : président : Jean Becker. Membres car présidents de jury précédents : Mei-Chen Chalais (présidente d'honneur), Robert Hossein, Giacomo Battiato, Nina Companeez, Serge Rezvani, Josée Dayan, Jacques Dorfmann et Patrick de Carolis.
- 2013 : président : Radu Mihaileanu, Présidente d'honneur : Mei Chen Chalais. Membres : Norbert Balit, Mélanie Doutey, Pascal Elbé, Yannick Debain, Paul Amar.
- 2014 : président : Vincent Perez, Présidente d’honneur : Mei Chen Chalais. Membres : Fred Cavayé, Dominique Fernandez (membre de l’Académie française), Karine Silla, Amanda Sthers, Harold Cobert.
- 2015 : président : Stéphane Freiss, Mei Chen Chalais, présidente d’honneur. Membres : Mylène Demongeot, Hervé Korian (scénariste), Frédéric Niedermayer (producteur), Olivier Orban, Anna Sigalevitch, Robert Sender (journaliste).
- 2016 : président : Frédéric Beigbeder, Mei Chen Chalais, présidente d’honneur. Membres : Cyrielle Clair, Christa Theret, Victoria Olloqui (actrice), Philippe Rouyer (journaliste, critique de cinéma).
- 2017 : président : Safy Nebbou. Membres : Pascale Arbillot, Marie-Ange Casta, Grégoire Chertok, Anne-Solenne Hatte, Mehdi Nebbou, Gilles Porte, Richard Sammel.
- 2018 : présidente : Gabrielle Lazure. Membres : Sylvie Braibant (journaliste), Dinara Droukarova, Sylvie Verheyde, Sandrine Veysset.
- 2019 : président : Gérard Krawczyk. Membres : Guy Konopnicki, Marie-Pierre Thomas (scénariste), Julie Delarme, Aline Issermann.
- 2021 : présidente : Marthe Keller. Membres : Laurent Dailland, Gildas Le Gac (journaliste), Élisabeth Tavernier, Marion Vernoux.

## Grand prix par année
- 1995 : La Folie de Gisèle (Мания Жизели) d'Alekseï Outchitel
- 1996 : Le Président et sa femme (Президент и его женщина), de Elena Raiskaia (ru)
- 1997 : Le Tsarévitch Alexis (Царевич Алексей) de Vitali Melnikov
- 1998 : Si on envoyait le coursier ? (ru) (Не послать ли нам… гонца?) de Valeri Tchikov (ru)
- 1999 : Des anges au paradis (Ангелы в раю) d'Evgueni Lounguine
- 2000 : Reclus (ru) (Затворник), 1999, d'Egor Kontchalovski (ru)
- 2001 : Les Vieilles Rosses (Старые клячи) d'Eldar Riazanov
- 2002 : L'Étoile (Звезда) de Nikolaï Lebedev
- 2003 : Le Coucou (Кукушка) de Alexandre Rogojkine
- 2004 : Un chauffeur pour Véra (Водитель для Веры) de Pavel Tchoukhraï
- 2005 : L'Italien (Итальянец) d'Andreï Kravtchouk
- 2006 : Loin de Sunset Boulevard (Далеко от Сансет-бульвара) de Igor Minaiev
- 2007 : Brigade « Tue l'ennemi ! » (ru) (Агитбригада «Бей врага!») de Vitali Melnikov
- 2008 : Champ sauvage (Дикое поле) de Mikhaïl Kalatozichvili
- 2009 : Une guerre (Одна война) de Vera Glagoleva
- 2010 : L'Affrontement (Край) d'Alekseï Outchitel
- 2011 : Gromozeka (ru) (Громозека) de Vladimir Kott (ru)
- 2012 : Voilà ce qui m'arrive (ru) (Со мною вот что происходит) de Viktor Chamirov (ru)
- 2013 : Le géographe a bu son globe (Географ глобус пропил) d'Alexandre Veledinski
- 2014 : Classe à part (Класс коррекции) d'Ivan Tverdovski
- 2015 : (ex aequo) 14 ans, premier amour (14+) d'Andreï Zaïtsev et No comment (Без комментариев) d'Artiom Temnikov (Артем Темников)
- 2016 : L'Union des chiffes molles (Тряпичный союз) de Mikhaïl Mestetski
- 2017 : Arythmie de Boris Khlebnikov
- 2018 : L'Homme qui a surpris tout le monde (Человек, который удивил всех) de Natalia Merkoulova et Alexeï Tchoupov
- 2019 : Un simple crayon (ru) (Простой карандаш), de Natalia Nazarova (ru)
- 2021 : Les Poings desserrés de Kira Kovalenko

## Palmarès détaillé par année

### Années 1990
- 1995 : 3e édition
  - Grand prix : La Folie de Gisèle (Мания Жизели), 1995, d'Alekseï Outchitel
- 1996 : 4e édition
  - Grand prix : Le Président et sa femme (Президент и его женщина), de Elena Raiskaia (ru)
  - Meilleur rôle masculin : Valeri Barinov pour le film Agape (Агапэ), de Guennadi Baïssak (Геннадий Михайлович Байсак)
- 1997 : 5e édition
  - Grand prix : Le Tsarévitch Alexis (Царевич Алексей), 1997, de Vitali Melnikov
  - Meilleur scénario : La Princesse sur un petit pois (ru) (Принцесса на бобах), 1997, de Vilen Novak (ru)
  - Meilleur rôle féminin : Elena Safonova pour le film La Princesse sur un petit pois (Принцесса на бобах), 1997, de Vilen Novak
  - Meilleur rôle masculin : Sergueï Jigounov pour le film La Princesse sur un petit pois (Принцесса на бобах), 1997, de Vilen Novak
  - Prix du public : Le Retour du cuirassé (ru) (Возвращение «Броненосца»), 1996, de Guennadi Poloka
  - Prix spécial du jury : Ne fais pas l'imbécile (ru) (Не валяй дурака...), 1997, de Valeri Tchikov (ru)
  - Prix pour sa contribution au cinéma international : Vladimir Menchov
- 1998 : 6e édition
  - Grand prix : Si on envoyait le coursier (ru) (Не послать ли нам… гонца?), 1998, de Valeri Tchikov (ru)
  - Meilleur scénario : Les Silencieuses (Страна глухих), 1998, de Valeri Todorovski
  - Prix du public : Si on envoyait le coursier? (Не послать ли нам… гонца?), 1998, de Valeri Tchikov
- 1999 : 7e édition
  - Grand prix : Des anges au paradis (Ангелы в раю), 1993, d'Evgueni Lounguine (Евгений Лунгин)
  - Meilleur scénario : Des anges au paradis (Ангелы в раю), 1993, d'Evgueni Lounguine
  - Meilleur rôle féminin : Dinara Droukarova pour le film Des anges au paradis (Ангелы в раю), 1993, d'Evgueni Lounguine
  - Meilleur rôle masculin : Nikita Mikhalkov pour le film Humiliés et Offensés (Униженные и оскорбленные), 1990, d'Andreï Andreïevitch Echpaï
  - Prix du public : Mama (Мама), 1999, de Denis Evstigneev

### Années 2000
- 2000 : 8e édition
  - Grand prix : Reclus (Затворник), 1999, d'Egor Kontchalovski (ru)
  - Meilleur scénario : La Fille du capitaine (Русский бунт), 2000, d'Alexandre Prochkine
  - Prix du public : Luna Papa (Лунный папа), 1999, de Bakhtiar Khudojnazarov
  - Meilleur rôle féminin :Tchoulpan Khamatova pour le film Luna Papa (Лунный папа), 1999, de Bakhtiar Khudojnazarov
  - Meilleur rôle masculin : Andreï Panine pour le film La Noce (Свадьба), 2000, de Pavel Lounguine
- 2001 : 9e édition
  - Grand prix : Les Vieilles Rosses (Старые клячи), 2000, de Eldar Riazanov
  - Meilleur scénario : Le jardin était baigné de lune (Луной был полон сад), 2000, de Vitali Melnikov
  - Meilleur rôle masculin : Ignat Akratchkov pour le film Les Poisons, ou Histoire mondiale de l'empoisonnement (Яды, или Всемирная история отравлений), 2001, de Karen Chakhnazarov
  - Prix du public : Le Jardin était baigné de lune (Луной был полон сад), 2000, de Vitali Melnikov
- 2002 : 10e édition
  - Grand prix : L'Étoile (Звезда), 2002, de Nikolaï Lebedev
  - Meilleur scénario :
    - La Vie est pleine d’imprévus (Жизнь забавами полнаполна), 2002, de Piotr Todorovski
    - Cinéma sur le cinéma (Кино про кино) (ru), 2002, de Valeri Roubintchik

  - Meilleur premier film : Le Cerf-volant (Змей) (ru), 2002, de Alekseï Mouradov (ru)
  - Meilleur rôle féminin : Irina Rozanova pour le film La Vie est pleine d’imprévus (Жизнь забавами полна), 2002, de Piotr Todorovski
  - Meilleur rôle masculin : Oleg Yankovski pour le film L'Amant (Любовник), 2002, de Valeri Todorovski
  - Prix du public : L'Amant (Любовник), 2002, de Valeri Todorovski
- 2003 : 11e édition
  - Grand prix : Le Coucou (Кукушка), 2002, de Alexandre Rogojkine
  - Prix spécial du Jury : Les Petites Vieilles (Старухи) (ru), 2003, de Guennadi Sidorov (ru)
  - Prix du public : Les Petites Vieilles (Старухи), 2003, de Guennadi Sidorov
  - Meilleur premier film : Les Petites Vieilles (Старухи), 2003, de Guennadi Sidorov
  - Meilleur scénario : Le Coucou (Кукушка), 2002, de Alexandre Rogojkine
  - Meilleur rôle masculin :
    - Oleg Yankovski pour le film Pauvre pauvre Pavel (Бедный бедный Павел), 2003, de Vitali Melnikov
    - Viktor Bychkov (ru) pour le film Le Coucou (Кукушка), 2002, de Alexandre Rogojkine

  - Meilleur rôle féminin :
    - Anni-Kristiina Juuso (ru) pour le film Le Coucou (Кукушка), 2002, de Alexandre Rogojkine
    - Valentina Berezoutskaia (ru) pour le film Les Petites Vieilles (Старухи), 2003, de Guennadi Sidorov
- 2004 : 12e édition
  - Grand prix : Un chauffeur pour Véra (Водитель для Веры), 2004, de Pavel Tchoukhraï
  - Meilleur scénario : Mon beau-frère Frankenstein (Мой сводный брат Франкенштейн), 2004, de Valeri Todorovski
  - Meilleur premier film : Le Temps de la moisson (Время жатвы) (ru), 2004, de Marina Razbejkina
  - Meilleur rôle féminin : Alena Babenko (ru) pour le film Un chauffeur pour Véra (Водитель для Веры), 2004, de Pavel Tchoukhraï
  - Meilleur rôle masculin :
    - Bohdan Stoupka pour le film Un chauffeur pour Véra (Водитель для Веры), 2004, de Pavel Tchoukhraï
    - Bohdan Stoupka pour le film Les Nôtres (Свои), 2004, de Dmitri Meskhiev

  - Meilleur documentaire : De l'amour (О любви), 2002, de Tofik Chakhverdiev (ru)
- 2005 : 13e édition
  - Grand prix : L'Italien (Итальянец), 2005, d'Andreï Kravtchouk
  - Prix du public : L'Italien (Итальянец), 2005, d'Andreï Kravtchouk
  - Prix spécial du Jury : Familles à vendre (Бедные родственники), 2005, de Pavel Lounguine
  - Meilleur scénario : Familles à vendre (Бедные родственники), 2005, de Pavel Lounguine
  - Meilleur premier film : Apochryphe : musique pour Pierre et Paul (Апокриф: музыка для Петра и Павла), 2004, de Adel Al Khadad
  - Meilleur rôle masculin : Nikita Mikhalkov pour le film Le Conseiller d'État (Статский советник), 2005, de Filipp Yankovski
  - Meilleur rôle féminin : Marina Zubanova (ru) pour le film On demande une nounou (Требуется няня) (ru), 2005, de Larissa Sadilova (ru)
- 2006 : 14e édition
  - Grand prix : Loin de Sunset Boulevard (Далеко от Сансет-бульвара), 2005, de Igor Minaiev
  - Prix du public : L'Ile (Остров), 2006, de Pavel Lounguine
  - Prix spécial du Jury : L'Ile (Остров), 2006, de Pavel Lounguine
  - Meilleur scénario : Loin de Sunset Boulevard (Далеко от Сансет-бульвара), 2005, de Igor Minaiev
  - Meilleur premier film : Piter FM (Питер FM), 2006, de Oksana Bytchkova
  - Meilleur rôle féminin : Daria Moroz pour le film Paysage de Nankin (Нанкинский пейзаж) (ru), 2005, de Valeri Roubintchik
  - Meilleur rôle masculin : Piotr Mamonov pour le film L'Île (Остров), 2006, de Pavel Lounguine
  - Meilleur documentaire : Dziga et ses frères (Дзига и его братья) (ru), 2002, de Evgueni Tsymbal (ru)
- 2007 : 15e édition
  - Grand prix : Brigade «Tue l'ennemi !» (Агитбригада «Бей врага!») (ru), 2007, de Vitali Melnikov
  - Prix du public : Voyage avec des animaux de compagnie (Путешествие с домашними животными), 2006, de Vera Storojeva
  - Meilleur scénario : Le Gros lapin stupide (Тупой жирный заяц) (ru), 2006, de Slava Ross (ru)
  - Meilleur premier film : Le Gros Lapin stupide (Тупой жирный заяц), 2006, de Slava Ross
  - Meilleur rôle masculin : Sergueï Makovetski pour le film La Tentation (Искушение) (ru), 2007, de Sergueï Achkenazi (ru)
  - Meilleur rôle féminin : Evguenia Dobrovolskaïa pour le film L'Artiste (Артистка), 2007, de Stanislav Govoroukhine
  - Meilleur documentaire : Appelez-moi Picasso (Назовите меня Пикассо), 2006, de Maria Sementsova (Мария Семенцова), Boris Cheinine (ru)
- 2008 : 16e édition
  - Grand prix : Champ sauvage (Дикое поле), 2008, de Mikhaïl Kalatozichvili
  - Meilleur premier film : Océan (Океан), 2008, de Mikhaïl Kossyrev-Nesterov
  - Meilleur scénario : Plus un (Плюс Один), 2008, d'Oksana Bytchkova
  - Prix du public : Champ sauvage (Дикое поле), 2008, de Mikhaïl Kalatozichvili
  - Meilleur rôle féminin : Madlen Djabraïlova (ru) pour le film Plus un (Плюс Один), 2008, de Oksana Bytchkova
  - Meilleur rôle masculin :
    - Oleg Doline (ru) pour le film Champ sauvage (Дикое поле), 2008, de Mikhaïl Kalatozichvili
    - Jethro Skinner (ru) pour le film Plus un (Плюс Один), 2008, de Oksana Bytchkova
- 2009 : 17e édition
  - Grand prix : Une guerre (Одна война), 2009, de Vera Glagoleva
  - Meilleur scénario : Enterrez-moi sous le carrelage (Похороните меня за плинтусом) (ru), 2009, de Sergueï Snejkine (ru)
  - Meilleur rôle masculin : Egor Pavlov (Егор Павлов) pour le film Petia sur le chemin du Royaume des Cieux (Петя по дороге в Царствие Небесное), 2009, de Nikolaï Dostal
  - Meilleur rôle féminin : Svetlana Krutchkova pour le film Enterrez-moi sous le carrelage (Похороните меня за плинтусом), 2009, de Sergueï Snejkine
  - Mention spéciale : Aleksandr Drobitko (Александр Дробитько) pour le film Enterrez-moi sous le carrelage (Похороните меня за плинтусом), 2009, de Sergueï Snejkine
  - Prix du public : Une guerre (Одна война), 2009, de Vera Glagoleva
  - Meilleur premier film : La Toupie (Волчок), 2009, de Vassili Sigarev
  - Meilleur documentaire : Les Sérébryakoff : Esquisses françaises (Серебряковы. Французские этюды), 2009, de Galina Dolmatovskaïa (Галина Долматовская)

### Années 2010
- 2010 : 18e édition
  - Grand prix : L'Affrontement (Край, présenté sous le titre La Lisière), 2010, d'Alekseï Outchitel
  - Meilleur scénario :
    - Youri Feting (ru) pour le film Bibinur (Бибинур) (ru), 2009, de Youri Feting
    - Mansour Guiliazov (Мансур Гилязов) pour le film Bibinur (Бибинур), 2009, de Youri Feting

  - Meilleure réalisation : Bibinur (Бибинур), 2009, de Youri Feting
  - Prix du public : L'Affrontement (Край), 2010, de Alekseï Outchitel
  - Meilleur rôle masculin : Iouri Stoïanov pour le film L'Homme à la fenêtre (Человек у окна) (ru), 2010, de Dmitri Meskhiev
  - Meilleur rôle féminin : Alissa Freindlich pour le film Une pièce et demie (Полторы комнаты, или Сентиментальное путешествие на родину), 2009, d'Andreï Khrjanovski
  - Meilleur premier film : La Valse du sorbier (Рябиновый вальс), 2009, d'Alena Semenova (ru), Alexandre Smirnov (Александр Смирнов)
- 2011 : 19e édition
  - Grand prix : Gromozeka (Громозека) (ru), 2010, de Vladimir Kott (ru)
  - Meilleur premier film : Portrait au crépuscule (Портрет в сумерках), 2011, d'Angelina Nikonova
  - Meilleur scénario :
    - Olga Dychowitschnaja pour le film Portrait au crépuscule (Портрет в сумерках), 2011, d'Angelina Nikonova
    - Angelina Nikonova pour le film Portrait au crépuscule (Портрет в сумерках), 2011, d'Angelina Nikonova

  - Meilleur rôle masculin :
    - Nikolaï Dobrynine (ru) pour le film Gromozeka (Громозека), 2010, de Vladimir Kott
    - Leonid Gromov (Леонид Громов) pour le film Gromozeka (Громозека), 2010, de Vladimir Kott
    - Boris Kamorzine pour le film Gromozeka (Громозека), 2010, de Vladimir Kott

  - Meilleur rôle féminin : Olga Dykhovitchnaïa pour le film Portrait au crépuscule (Портрет в сумерках), 2011, d'Angelina Nikonova
  - Prix spécial du Jury : Bédouin (Бедуин) (ru), 2011, de Igor Volochine (ru)
  - Prix du public : Deux jours (Два дня), 2011, d'Avdotia Smirnova
  - Prix spécial : Olga Onichtchenko (Ольга Онищенко) pour le film Gromozeka (Громозека), 2010, de Vladimir Kott
  - Prix pour sa contribution exceptionnelle au cinéma russe : Andreï Smirnov
- 2012 : 20e édition
  - Grand prix : Voilà ce qui m'arrive (Со мною вот что происходит) (ru), 2012, de Viktor Chamirov (ru)
  - Meilleur scénario : Кококо (Кококо), 2012, d'Avdotia Smirnova
  - Prix du public : 4 jours en mai (4 дня в мае), 2011, d'Achim von Borries
  - Meilleur rôle féminin :
    - Anna Mikhalkova pour le film Kokoko (Кококо), 2012, de Avdotia Smirnova
    - Yana Troyanova (ru) pour le film Kokoko (Кококо), 2012, de Avdotia Smirnova

  - Meilleur rôle masculin : Alexeï Gouskov pour le film 4 Jours en mai (4 дня в мае), 2011, d'Achim von Borries
  - Meilleur premier film : Ils sont tous partis (Все ушли) (ru), 2012, de Gueorgui Paradjanov (ru)
- 2013 : 21e édition
  - Grand prix : Le géographe a bu son globe (Географ глобус пропил), 2013, d'Alexandre Veledinski
  - Meilleur rôle féminin : Elena Liadova pour le film Le géographe a bu son globe (Географ глобус пропил), 2013, d'Alexandre Veledinski
  - Meilleur rôle masculin :
    - Mikhaïl Groubov pour le film La Soif (Жажда), 2013, de Dmitri Tiourine (Дмитрий Тюрин)
    - Roman Kourtsyn (ru) pour le film La Soif (Жажда), 2013, de Dmitri Tiourine

  - Meilleur scénario : Andreï Guelassimov pour le film La Soif (Жажда), 2013, de Dmitri Tiourine
  - Prix du public : La Honte (Стыд), 2013, de Yousoup Razykov
  - Meilleur premier film : La Soif (Жажда), 2013, de Dmitri Tiourine
- 2014 : 22e édition
  - Grand Prix de la Ville de Honfleur : Classe à part (Класс коррекции), 2014, d'Ivan Tverdovski
  - Prix du public : Classe d’insertion (Класс коррекции), d'Ivan Tverdovski
  - Meilleur scénario, Prix François Chalais : Classe d’insertion (Класс коррекции), 2014, d'Ivan Tverdovski
  - Meilleurs rôles masculin ex aequo : Filipp Avdeev (Филипп Авдеев) et Nikita Kukushkin (Никита Кукушкин) pour le film Classe d’insertion (Класс коррекции), 2014, d'Ivan Tverdovski
  - Meilleurs rôles féminin ex aequo : Alexandra Bortitch et Marina Vassilieva (Марина Васильева) pour le film Comment je m’appelle (Как меня зовут), 2014, de Niguina Saïfoullaeva
  - Meilleur premier film, Prix de la région Basse-Normandie : Comment je m’appelle, (Как меня зовут), 2014, de Niguina Saïfoullaeva
  - Prix spécial : Le Souffle (Испытание), 2014, d'Alexandre Kott
- 2015 : 23e édition
  - Grand Prix de la Ville de Honfleur ex aequo :
    - 14 ans, premier amour (14+), 2015, d'Andreï Zaïtsev
    - Sans commentaire (No comment), 2014, d'Artem Temnikov (Артем Темников)

  - Prix du public : La Trouvaille (Находка), 2015, de Viktor Dement (Виктор Демент)
  - Meilleur scénario, Prix François Chalais : Insight (Инсайт), 2015, d'Alexandre Kott
  - Meilleurs rôles masculin ex aequo :
    - Alexeï Gouskov pour le film La Trouvaille (Находка), 2015, de Viktor Dement
    - Jawahir Zakirov (Джавахир Джамшидович Закиров) pour le film Adieu Moskvabad (Побег из Москвабада), 2015, de Daria Poltoratzkaïa (Дарья Юрьевна Полторацкая)

  - Meilleur rôle féminin : Maria Machkova (ru) pour le film Adieu Moskvabad (Побег из Москвабада), 2015, de Daria Poltoratzkaia
  - Prix du Conseil Régional la région Basse-Normandie : La Trouvaille (Находка), 2015, de Viktor Dement
- 2016 : 24e édition
  - Grand Prix de la Ville de Honfleur : L'Union des chiffes molles (Тряпичный союз) (titre également traduit en Une union de chiffon), 2015, de Mikhaïl Mestetski
  - Prix du public : Le Terrain de foot (Коробка), 2016, d'Edouard Bordoukov (Эдуард Бордуков)
  - Meilleur scénario, Prix François Chalais : L’Encaisseur (Коллектор) (titre également traduit en Le Recouvreur de dettes), 2016, de Aleksei Krasovski (ru)
  - Meilleur rôle masculin : Vladimir Michoukov (Владимир Владимирович МИШУКОВ) pour le film Le Poisson-rêve (Рыба-мечта), 2016, d'Anton Biljo (Антон Бильжо)
  - Meilleur rôle féminin : Sévéria Ianouchaouskaïte (Северия Янушаускайте) pour le film pour le film Le Poisson-rêve (Рыба-мечта), 2016, d'Anton Biljo
  - Meilleur premier film, Prix de la Région Normandie : L’Encaisseur (Коллектор), 2016, d'Aleksei Krassovski
- 2017 : 25e édition, du 21 au 26 novembre 2017
  - Grand Prix de la Ville de Honfleur : Arythmie de Boris Khlebnikov
  - Meilleur scénario, Prix François Chalais : À bon chat bon rat (Нашла коса на камень) d'Ania Kreis (Аня Крайс)
  - Meilleur rôle masculin ex aequo :
    - Alexandre Yatsenko pour le film Arythmie de Boris Khlebnikov
    - Evguéni Tkatchouk pour le film Comment Vitia a mené Liokha aux Invalides (ru) d'Alexandre Evseïev Khant (Александр Евсеев Хант)

  - Meilleur rôle féminin : Marina Neïolova dans La Carpe dégivrée (ru) de Vladimir Kott (ru)
  - Meilleur premier film, prix de la Région Normandie : À bon chat bon rat d'Ania Kreis
  - Prix du public : Arythmie de Boris Khlebnikov
  - Autres prix :
    - Meilleur documentaire, prix de la société de production Cindédoc : Chaque chien (Каждая собака) de Victoria Kazarina (Виктория Казарина)
    - « Pour un film aux valeurs de paix, d'humanité et de justice », prix de la Fondation pour la paix de la Région d'Ivanovo : Comment Vitia a mené Liokha aux Invalides d'Alexandre Khant
- 2018 : 26e édition, du 20 au 25 novembre 2018[7].
  - Grand Prix de la Ville de Honfleur : L'Homme qui a surpris tout le monde de Natalia Merkoulova et Alexeï Tchoupov
  - Meilleur scénario, Prix François Chalais : Jump d'Ivan Tverdovski
  - Meilleur rôle masculin : Evgueni Tsiganov pour son rôle dans L'Homme qui a surpris tout le monde de Natalia Merkoulova et Alexeï Tchoupov
  - Meilleur rôle féminin : Natalia Koudriachova (Наталья Кудряшова) pour son rôle dans L'Homme qui a surpris tout le monde de Natalia Merkoulova et Alexeï Tchoupov
  - Meilleur premier film, prix de la Région Normandie : Les Rivières profondes (Глубокие реки) de Vladimir Bitokov
  - Prix du public : Le Sang (Кровь) d'Artem Temnikov (Артем Евгеньевич Темников)
  - Autre prix :
    - Prix du meilleur documentaire, prix de la société de production Cindédoc décerné par le public : Oscar (Оскар) d'Alexandre Smolianski (Александр Смолянский) et Evgueni Tsimbal (ru)
- 2019 : 27e édition, du 19 au 24 novembre 2019[8].
  - Grand Prix de la Ville de Honfleur : Un simple crayon (ru), de Natalia Nazarova (ru)
  - Prix François Chalais du Meilleur scénario : Texto de Klim Chipenko
  - Meilleur rôle masculin ex aequo :
    - Alexandre Petrov pour son rôle dans Texto de Klim Chipenko
    - Ivan Yankovski pour son rôle dans Texto de Klim Chipenko

  - Meilleur rôle féminin ex aequo :
    - Nadejda Gorelova (Надежда Александровна Горелова) pour son rôle dans Un simple crayon de Natalia Nazarova
    - Elena Soussanina (Елена Сусанина) pour son rôle dans Kérosène (Керосин) de Youssoup Razykov

  - Prix de la Région Normandie du Meilleur premier film : Les Proches (ru) de Ksenia Zoueva (ru)
  - Prix du public : Un simple crayon de Natalia Nazarova (ru)

### Années 2020
- 2020
  - remplacé par une édition spéciale documentaires à visionner en ligne sur Festhome du fait du confinement
- 2021 : 29e édition, du 23 au 28 novembre 2021[9],[10],[11]
  - Grand Prix de la Ville de Honfleur – Calvados Père Magloire : Les Poings desserrés de Kira Kovalenko
  - Prix spécial du jury : Sur des frontières lointaines (На дальних рубежах) de Maxim Dachkine (Максим Дашкин)
  - Prix d’interprétation féminine (ex æquo) : Victoria Tolstoganova pour son rôle dans Sur des frontières lointaines et Milana Agouzarova (Милана Агузарова) pour son rôle dans Les Poings desserrés
  - Prix de la Région Normandie du Meilleur premier film : #_Bahut (#С_Училища) d'Anna Sayannaya (Анна Саянная)
  - Prix du public : Vladivostok (Владивосток) de Anton Bormatov (Антон Борматов)
  - Prix du public du meilleur film documentaire : La Russie vue du ciel (Russland von oben / Полет над Россией) de Freddie Röckenhaus (de) et Petra Höfer (de)
  - Trophée d'honneur : Joël Chapron
- 2022
  - organisation du festival - prévu en novembre 2022 - suspendu du fait de l'invasion de l'Ukraine par la Russie en 2022.